# Kolonia Broszęcin
Kolonia Broszęcin – kolonia w Polsce położona w województwie łódzkim, w powiecie pajęczańskim, w gminie Rząśnia.
| SIMC    | Nazwa       | Rodzaj        |
| ------- | ----------- | ------------- |
| 0550999 | Krzyżówka   | część kolonii |
| 0551007 | Stary Ogród | część kolonii |

W latach 1975–1998 miejscowość administracyjnie należała do województwa piotrkowskiego. Do 1 stycznia 2014 roku wieś nosiła urzędową nazwę Broszęcin-Kolonia.